# Stanisław Grylowski
Stanisław Grylowski (ur. 1 maja 1887 w Płokach, zm. 3 listopada 1939 Kowlu) – działacz związków zawodowych kolejarzy i działacz PPS, poseł na Sejm II kadencji w II RP. Zmarł w więzieniu NKWD.

## Życiorys
Syn Franciszka, zubożałego ziemianina i powstańca 1863. Po ukończeniu szkoły ludowej w Płokach, od piętnastego roku życia był uczniem w zakładzie introligatorskim Terakowskiego w Krakowie. Od 1903 pracował w Kopalni "Siersza". Od 1905 do 1909 działał w związkach zawodowych górników na terenie Galicji. Następnie rozpoczął pracę jako konduktor i podjął działalność w kolejowych związkach zawodowych. W lutym 1918 był organizatorem strajku kolejarzy przeciwko "traktatowi brzeskiemu".
W 1919 wchodził w skład Zarządu Okręgowego Związku Zawodowego Kolejarzy w Krakowie. Od 1921 aż do wybuchu wojny pełnił funkcję sekretarza generalnego Związku Zawodowego Kolejarzy. Od 1921 reprezentował związek w Centralnym Komitecie Pracowników Państwowych, zaś od 1928 był jego wiceprzewodniczącym. Reprezentował również związek w Komisji Centralnej Związków Zawodowych. Od 1929 pełnił funkcję członka Komitetu Wykonawczego KCZZ, a od 1937 skarbnika Komisji Centralnej Związków Zawodowych. Reprezentował KCZZ na Kongresach Związków Zawodowych Międzynarodowej Federacji Związków Zawodowych.
Od 1902 podjął działalność polityczną w PPSD, od 1903 był współzałożycielem i członkiem komitetu w Jaworznie, od 1906 działaczem w okręgu krakowskim, w 1919 został członkiem Prezydium Krakowskiej Rady Robotniczej. W okresie międzywojennym był członkiem Polskiej Partii Socjalistycznej. Pełnił funkcję członka Rady Naczelnej PPS od 1920 do 1931, a od 1931 do 1939 członka Centralnej Komisji Rewizyjnej PPS. Był również członkiem Centralnego Wydziału Kolejowego PPS.
Z ramienia PPS w wyborach parlamentarnych w 1928 został wybrany posłem na Sejm II kadencji listy państwowej nr 2 (PPS). W Sejmie jako członek klubu Związku Parlamentarnego Polskich Socjalistów, pracował w komisji komunikacyjnej. W wyborach do Sejmu w 1930 kandydował z listy państwowej nr 7 (Centrolew), jednak nie uzyskał mandatu. W grudniu 1938 został wybrany radnym w Warszawie. Od lutego 1939 wszedł w skład Warszawskiego Okręgowego Komitetu Robotniczego PPS.
7 września 1939 wraz z Zarządem Głównym Związku Zawodowego Kolejarzy został ewakuowany do Kowla. 26 września został aresztowany przez NKWD. Zmarł w więzieniu 3 listopada 1939.

### Życie prywatne
Brat Stanisława – Józef Grylowski również był współorganizatorem i członkiem władz naczelnych Związku Zawodowego Kolejarzy, zmarł. w 1930.